# Protomedicat del Riu de la Plata
Protomedicat del Riu de la Plata era un cos tècnic encarregat de vigilar l'exercici de l'art de guarir, així com d'exercir una funció docent i atendre a la formació de professionals. Des del segle xv Espanya va comptar amb institucions semblants que, en el segle xvi, va estendre a les colònies creant els protomedicats de Mèxic i del Perú. D'aquest últim depenia el del Riu de la Plata. Fou creat pel virrei Juan José de Vértiz y Salcedo el 1778 a Buenos Aires a causa de les serioses deficiències en els serveis hospitalaris que va trobar al virregnat.
El primer protomèdic va ser Miguel O'Gorman, d'origen irlandès, que havia estudiat a París i Reims i revalidat a Madrid, arribant al Riu de la Plata en 1776. Va funcionar de manera precària fins a 1798, any en el qual va arribar l'autorització Real per al Protomedicat per a organitzar els estudis mèdics, creant-se llavors el 1801 la primera escola de medicina de l'Argentina. Aquesta escola va funcionar en la intersecció dels actuals carrers Perú i Alsina, a Buenos Aires, utilitzant també les aules del Col·legi dels Jesuïtes.
El pla d'estudis es basava en el de la Universitat d'Edimburg. Cosme Marià Argerich va ser secretari del Protomedicat, en succeir O'Gorman en 1802. També comptava amb un tribunal especial, presidit durant uns anys per Francesc Argerich, pare de Cosme Marià, per a castigar les faltes comeses pels facultatius i perseguir als remeiers. Tenia a més una funció financera, car fixava aranzels per a exàmens i visites de farmàcies, regulava multes, administrava i distribuïa aquests fons entre els seus membres o els aplicava a la finalitat que millor li semblava.